# Io vivat

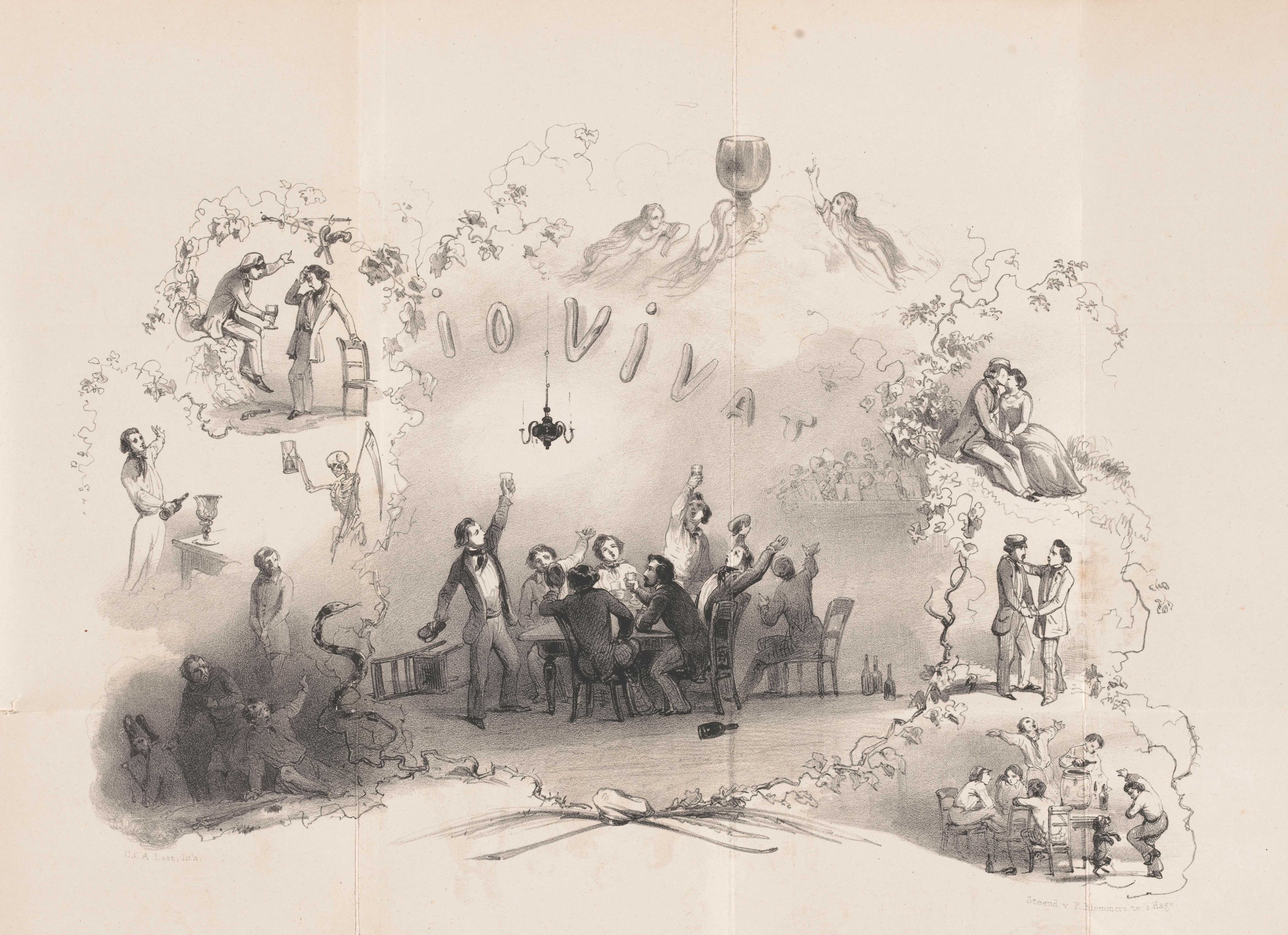
Io vivat (Leidse Studentenalmanak 1849

Het Io vivat is een in Nederland en België bekend studentenlied. Hoewel de oorsprong van het lied niet helemaal duidelijk is, en er al sporen van het studentenlied te vinden zijn in de 17de eeuw, is de definitieve vorm van het Io vivat ten tijde van de Bataafse Republiek in Leiden ontstaan. Het lied is opgenomen in vele studentenalmanakken en liedboeken, vooral in de 19e eeuw. De Universiteit Leiden, Universiteit Utrecht, Technische Universiteit Eindhoven, de Erasmus Universiteit Rotterdam en (vanaf 2006) de Rijksuniversiteit Groningen zingen het lied tijdens de opening van het academisch jaar. Het lied is te horen tijdens de afstudeerceremonie van de Wageningen Universiteit. Op de melodie zijn ook veel andere liedteksten geschreven.
Bij diverse Belgische en Nederlandse studentenverenigingen en -clubs worden tevens de eerste en derde strofe gezongen aan het begin van een clubavond en/of cantus. In Gent, Antwerpen en Leuven worden de eerste, de derde en de laatste strofe gezongen. In Brussel wordt de eerste en de derde strofe van Io Vivat gezongen wanneer een prosenior (oud praeses (voorzitter)) de zaal binnenkomt tijdens een cantus. In Antwerpen, Leuven, Gent en Hasselt wordt de eerste strofe van het Io Vivat gezongen wanneer een prosenior (oud praeses) dan wel senior (huidige praeses) van een club binnenkomt tijdens een cantus.

## Trivia
- In Leeuwarden is een Studentenvereniging gevestigd die als naam de eerste vier woorden van het lied draagt.[2]
- In Amsterdam is een dispuut met de naam Vivat.
- Een analogie in het oud Latijn is: Iovi vat, nostrorum sanitas = Hij gaat naar Jupiter, onze gezondheid.
- In het Leids studentenliederenboek 'Studenten Zangen' uit 1822 zijn er onder meer versies van het Io vivat in het Grieks, het Hebreeuws en het Arabisch te vinden.[3]